# Pfälzer Hüttensteig

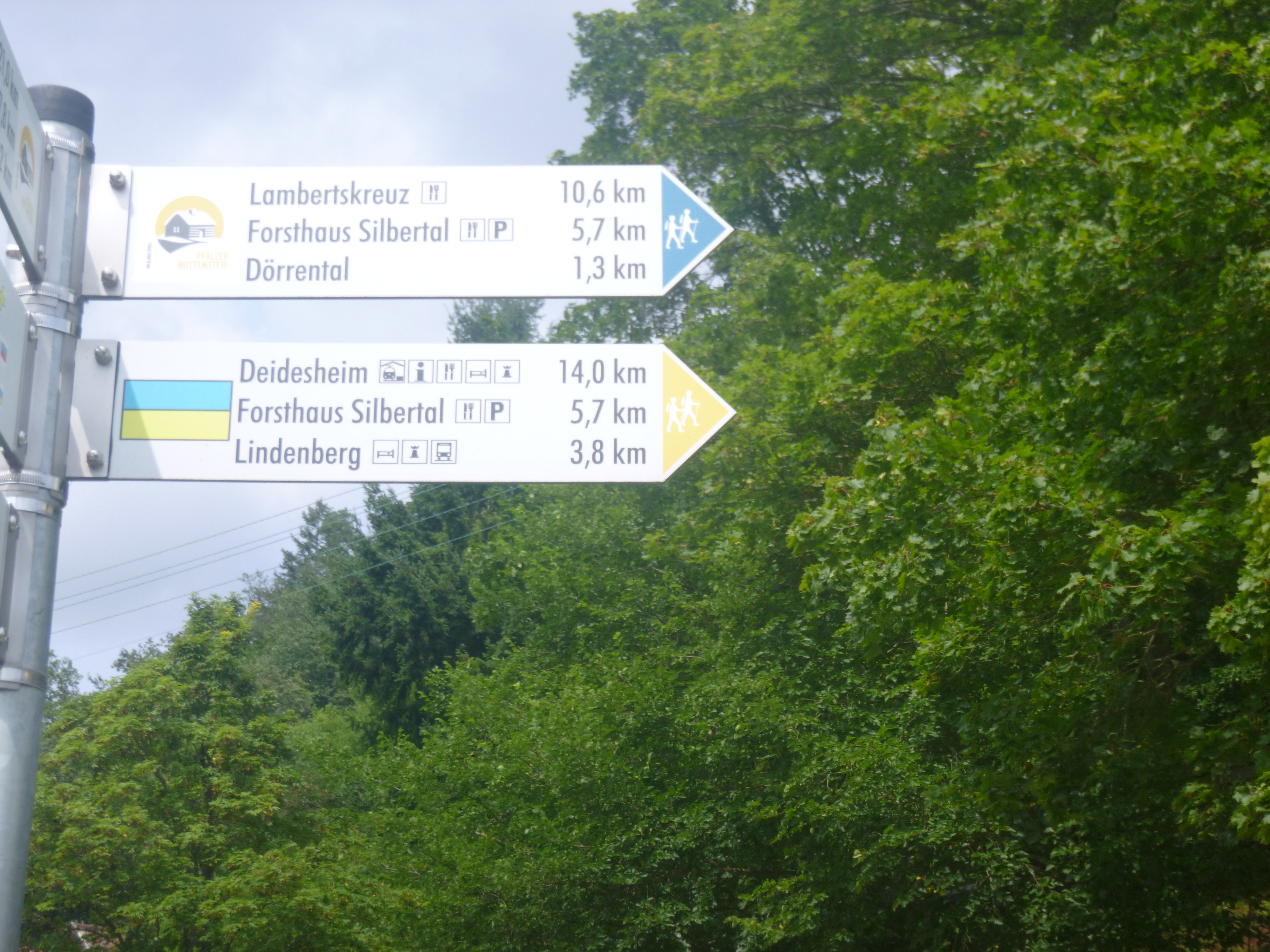
Pfälzer Hüttensteig innerhalb von Lambrecht

Der Pfälzer Hüttensteig ist ein Rundwanderweg, der durch den mittleren Pfälzerwald verläuft und der als Prädikatsfernwanderweg klassifiziert ist. Seinen Namen erhielt er, da er mehrere Wanderhütten miteinander verbindet. Sein Logo bildet eine schwarz-weiße Holzhütte vor gelbem Hintergrund.

## Geographie
Der Wanderweg verläuft größtenteils innerhalb des Landkreises Bad Dürkheim, abschnittsweise ebenso innerhalb des Landkreises Südliche Weinstraße und die kreisfreie Stadt Neustadt an der Weinstraße. Er ist in fünf Etappen unterteilt.

## Verlauf

### Erste Etappe
Der Wanderweg beginnt am Bahnhof Lambrecht und führt zunächst in Richtung Norden. Er streift die zu Lambrecht gehörende Karl-Rauch-Siedlung. Nördlich von Lindenberg überquert er den Schlangentalbach. Er passiert danach die Passhöhe Alte Schanze, das Forsthaus Silbertal, den Hinteren Stoppelkopf, das Waldhaus Lambertskreuz und führt anschließend entlang der Südostflanke des Drachenfels, bis er schließlich  die Lichtenstein-Hütte erreicht.

### Zweite Etappe
Von der Lichtenstein-Hütte führt der Hüttensteig zunächst abwärts zu Neidenfels, durchquert dort die Ortsmitte und führt über Zigeunerkopf und den Kleinen Pflasterberg nach Esthal. Westlich von Esthal folgt der Hüttensteig dem Breitenbach und passiert dabei den Goldbrunnen. Über eine kurze Stichstrecke bindet er dort die Wolfsschluchthütte an. Danach führt er über den Mollenkopf nach Weidenthal zum dortigen Bahnhof.

### Dritte Etappe
Innerhalb von Weidenthal führt er über den Köpfle-Tunnel. Schließlich passiert er einige Kilometer weiter den Eselsohler Berg und das Forsthaus Schwarzsohl, ehe er Elmstein durchquert; über den Möllberg und den Kurfürstenstuhl macht er einen großen Bogen, um den südlichen Ortsrand von Iggelbach zu streifen.

### Vierte Etappe
Südöstlich von Iggelbach führt er zunächst über den Bierenberg und den Großen Schweinsberg. Ab dem Weiler Hornesselwiese folgt er dem Helmbach. Er biegt im Bereich des Helmbachweihers nach Osten ab, erneut einer Stichstrecke entlang des Kohlbachs zum Lambrechter Naturfreundehaus.

### Fünfte Etappe
Beim Erreichen des Weilers Helmbach tritt er in das Tal des Speyerbachs ein. Er führt über das Forsthaus Breitenstein, passiert anschließend den Lachen-Speyerdorfer Schloßberg mit der Burg Spangenberg und verläuft danach entlang des Höllischtalbächleins mit dem namensgebenden Tal sowie über die Breite Loog. Er führt – zurück innerhalb der Lambrechter Stadtgemarkung – über den Kaisergarten und den Schauerberg vorbei am  Dicken-Stein-Turm. Innerhalb der Lambrechter Stadtmitte überquert er den Speyerbach und kurz vor dessen Mündung in ersteren den Luhrbach.